# Hard (serie televisiva)
Hard è una serie televisiva francese, trasmessa su Canal+ dal 9 maggio 2008. In Italia va in onda sul canale Mya di Mediaset Premium dal 1º marzo 2010.

## Trama
Dopo la morte di suo marito, Sophie scopre dalla suocera che il suo coniuge non gestiva una società di computer, bensì era il proprietario di una casa di produzione pornografica. La donna, cresciuta in una famiglia profondamente cattolica, erediterà la società e pur di assicurare un futuro ai figli, si troverà a gestirla in tutto e per tutto...

## Episodi
Della serie televisiva ne sono state realizzate due stagioni ed inoltre ne è stata programmata una terza.
Da notare che in Italia, Mediaset ha definito gli ultimi 6 episodi della seconda stagione come una terza stagione, così come confermato dalla sigla, creando quindi confusione, in quanto in patria la terza stagione è ancora in corso di realizzazione.
| Stagione         | Episodi | Prima TV originale | Prima TV Italia |
| ---------------- | ------- | ------------------ | --------------- |
| Prima stagione   | 6       | 2008               | 2010            |
| Seconda stagione | 12      | 2011               | 2012            |